# ウクシオンの戦い
ウクシオンの戦いは、アレクサンドロス3世とペルシャ帝国のウクシオンの種族との間で生じた戦いである。この戦いはペルシャ帝国の主要都市であるスーサとペルセポリスの間の山で生じた。ペルセポリスはペルシャ帝国の古代の都市でペルシャ人にとって象徴的な意味を持っていた。ペルシャ人はもしこの都市が敵の手中に落ちたのなら、事実上全ペルシャ帝国の領土が敵の手中に落ちたのと同様だと信じていた。

## 背景
アレクサンドロスはチグリス川の東でガウガメラの戦いに挑み、ダレイオス3世を打ち負かした。この戦いによりダレイオスとペルシャ帝国は大損害を被った。ダレイオスは早めにこの戦いから逃亡したため、彼の軍は潰走した。そのためアレクサンドロスはガウガメラにおける目標であったダレイオスの捕縛を達成することができなかった。その後アレクサンドロスはダレイオスを追撃し、その途中でペルシャ帝国の重要都市を陥落させた。
この戦いの直後アレクサンドロスはペルシャ帝国のバビロンの防御を恐れていた。バビロンは重厚な城壁を備えており、内側に広大な農場を含む地域を守っていた。そのためバビロンは包囲に対しても耐える事ができた。しかしアレクサンドロスがこの都市に実際に来たとき、バビロンの門が開かれていた。ペルシャのサトラップであるマザイオスはアレクサンドロスの有名な寛大さを利用する事を決意し、アレクサンドロスをバビロンに入城させた。その結果マザイオスはバビロン周辺のサトラップに任命された。アレクサンドロスは可能な限り、元々の統治者をその地位に留めたが、これはキュロス2世の統治から学んだ方法であった。
アレクサンドロスはバビロンにて数日間軍を休ませ、その間に見つけた財宝を部下に対して十分に支払った。さらに、彼はバビロンを第二の拠点として整備することを決めた。その後アレクサンドロスはバビロンからスーサに出発した。スーサはペルシャ帝国の冬の首都であった。アレクサンドロスがスーサに到着するまで20日間かかり、スーサでは50,000タレントの金を手に入れた。その結果アレクサンドロスはスパルタとの戦いに備えて、マケドニア本国にいるアンティパトロスに3,000タレントの金を送ることができた。アレクサンドロスはスーサから山脈の隘路へと進軍した。
一般的にペルシャ帝国の部族は王に対して貢物を差し出していたが、ペルシャはウキシオンを征服する事ができなかった。結果として、ペルシャ軍が兵站の理由からこの地を通る時は常に彼らに報酬を支払っていた。ウキシオンはアレクサンドロスに対して使者を送り、もしこの地を通りたいのであればペルシャ帝国と同じ貢物を差し出す事を求めた。アレクサンドロスは数日間主要な道路を通る時、貢物を差し出すことに同意した。

## 戦闘
ウクシオンはマケドニア軍に対して通行の許可を与える前に、彼らが貢物を差し出してくる事を期待した。しかしアレクサンドロスとクラテロスは8000名の兵士と共に盾で防御しながら北の道を通過した。クラテロスはウキシオンが最後の手段として撤退すると推測された高地を占領した後、ウクシオンの村を攻撃した。その後、ウクシオンに向かって進軍する事で、ウクシオンの隘路を奪取した。ウクシオンはクラテロスのいる地点に撤退したが、速やかに殲滅された。
この村を攻撃し、奪取した後、主軍がウクシオンの後方に到着した。この時戦いは既に終結しており、ウクシオンはマケドニア軍に完全に包囲されたので、ウクシオンは降伏した。

## 結果
生き残ったウクシオン人は和平を求めた。彼らはマケドニアに対して毎年100頭の馬と500匹の牛と30,000匹の羊を差し出す事で和平に合意した。